# Comtesse de Kermel
Comtesse de Kermel (Parigi, 15 giugno 1874 – Bénodet, 13 giugno 1955) è stata una tennista francese.

## Biografia
Nata come Therese Villard, ottenne il titolo di Contessa in seguito al matrimonio con Olivier de Kermel, avvenuto a Parigi nel settembre 1899. Vinse l'Open di Francia singolare femminile del 1907 battendo la francese D'Elva in finale.
Era nipote del medico e uomo politico francese Jacques Alexandre Bixio, fratello del patriota italiano Nino Bixio.